# 9С18
9С18 «Купол» («Tube Arm» — по классификации НАТО) — советская и российская станция обнаружения и целеуказания ЗРК 9К37 «Бук».

## Описание конструкции

Станция обнаружения и целеуказания (СОЦ) 9С18 «Купол» разрабатывалась в Научно-исследовательском институте измерительных приборов (НИИИП) МРП под руководством главного конструктора А. П. Ветошко (затем — Ю. П. Щекотова).
9С18 «Купол» является трёхкоординатной когерентно-импульсной станцией обнаружения и целеуказания для передачи информации о воздушной обстановке на командный пункт 9С470 ЗРК 9К37 «Бук». Станция работает в сантиметровом диапазоне радиоволн.
Сканирование двух типов: электронное и механическое. Электронное сканирование производится лучом по углу места 30°, 40° и 55°. Механическое сканирование осуществляется вращением антенны по азимуту. Вращается антенна с помощью гидропривода, электропривод использовался как вспомогательный. СОЦ 9С18 способна обнаруживать и опознавать воздушные объекты на расстоянии до 110—120 км, дальность опознавания низколетящих целей (до 30 м) составляет до 45 км. В зависимости от установленного сектора обзора и наличия помех темп обзора станции составляет: при секторном обзоре в 30° — 2,5..4,5 с, при круговом — 4,5..18 с. За один период обзора 9С18 передаёт до 75 меток по телекодовой линии на КП 9С470.

### Состав
В составе СОЦ 9С18 «Купол» имеется антенный пост, который состоит из:
1. отражателя в форме усечённого параболического профиля;
2. облучателя в форме волноводной линии, который обеспечивает электронное сканирование в плоскости угла места;
3. передающего устройства (мощность до 4,5 кВт);
4. приёмного устройства (коэффициент шума не более 8);
5. поворотного устройства;
6. устройства приведения антенны в походное положение?
7. других систем.

Базовая модификация для ЗРК 9К37 «Бук». В качестве ходовой части используется модифицированное шасси СНР 1С32 зенитного ракетного комплекса 2К11 «Круг», созданное на базе САУ СУ-100П. Использование этого шасси обуславливалось тем, что изначально 9С18 «Купол» являлась отдельной от ЗРК 9К37 «Бук» разработкой и должна была выполнять роль РЛС обнаружения дивизионного звена противовоздушной обороны сухопутных войск.

### Характеристики[3]
Масса, т: не более 28,5
Экипаж, чел: 3
Время перевода станции в боевое положение, мин: не более 5
Переключение из дежурного режима в боевой, с: не более 20
Дальность обнаружения и опознавания воздушных целей, км: до 110—120 (45 при высоте полёта 30 м)
Сканирование пространства
- по углу места: электронное (в секторе 30° или 40°)
- по азимуту: механическое (круговое или в заданном секторе) вращением антенны (с помощью электропривода или гидропривода)

Темп обзора пространства
- при круговом обзоре, с: от 4,5 до 18
- при обзоре в секторе 30°, с: от 2,5 до 4,5 (75 отметок за период обзора 4,5 с)

Среднеквадратические ошибки (СКО) измерения координат целей
- по азимуту и по углу места, угл. мин.: не более 20'
- по дальности, м: не более 130,

Разрешающая способность
- по дальности, м: не хуже 300,
- по азимуту и по углу места, град: 4°.

Система защиты от помех
- прицельных: перестройка несущей частоты от импульса к импульсу,
- ответных: то же и бланкирование интервалов дальности по каналу автосъёма,
- несинхронных импульсных: смена наклона ЛЧМ и бланкирование участков дальности.

Дальность обнаружения самолёта-истребителя при постановке шумовых заградительных помех (самоприкрытия и внешнего прикрытия), км: не менее 50.
Вероятность проводки целей на фоне местных предметов и в пассивных помехах — не ниже 0,5.
СОЦ 9C18 обладала
- схемой селекции движущихся целей с автокомпенсацией скорости ветра,
- программной перестройкой несущей частоты за 1,3 с, перехода на круговую поляризацию зондирующих сигналов или в режим прерывистого излучения (мерцания) для защиты от ПРР.

## Машины на базе

СОЦ ЗРК «Урал» на базе колёсного полуприцепа ЧМЗАП

- 9С18М1, 9С18М1-1 — модифицированные версии для ЗРК 9К37М1 «Бук-М1». Создана на базе гусеничного шасси аналогичного другим машинам из состава 9К37М1. По классификации ГБТУ шасси имеет обозначение «Объект 567М» (ГМ-567М). Основным отличием, кроме нового шасси, является наличие плоской фазированной антенной решётки[4].
- 9С18М1-2 — модификация СОЦ 9С18М1 для использования в ЗРК 9К37М1-2 «Бук-М1-2».
- Прорабатывался экспортный вариант для ЗРК «Урал» на базе колёсного полуприцепа ЧМЗАП.
- 9С117 — станция обнаружения и целеуказания «Купол-М2» ЗРК 9К317 «Бук-М2» (ЗРК «Урал»). Серийно не производилась.
- 9С18М1-3 — модификация СОЦ 9С18М1-2 для использования в ЗРК 9К37М2 «Бук-М2Э».
- Экспортная модификация на базе колёсного шасси МЗКТ для использования в ЗРК 9К37М2 «Бук-М2ЭК»